# Luoping
För andra betydelser, se Luoping (olika betydelser).
Luoping, tidigare stavat Loping, är ett härad som lyder under Qujings stad på prefekturnivå i Yunnan-provinsen i sydvästra Kina.